# 9383 Montélimar
9383 Montélimar là một tiểu hành tinh vành đai chính với chu kỳ quỹ đạo là 1945.0625721 ngày (5.33 năm).
Nó được phát hiện ngày 9 tháng 10 năm 1993. The discovery was made bởi Eric Walter Elst ở La Silla